# Helen Vinson
Pour les articles homonymes, voir Vinson.
Helen Vinson, née à Beaumont, au Texas, en 1907 et morte à Chapel Hill, en Caroline du Nord, en 1999, est une actrice américaine.

## Filmographie partielle
- 1932 : Jewel Robbery de William Dieterle
- 1932 : Je suis un évadé (I Am a Fugitive from a Chain Gang) de Mervyn LeRoy : Helen
- 1933 : Grand Slam de William Dieterle : Lola Starr
- 1933 : The Little Giant de Roy Del Ruth : Polly Cass
- 1933 : Meurtre au chenil ou Le Mystère de la chambre close (The Kennel Murder Case) de Michael Curtiz : Doris Delafield
- 1933 : Club de minuit (Midnight Club) d'Alexander Hall et George Somnes (en)
- 1933 : The Power and the Glory de William K. Howard
- 1934 : La Course de Broadway Bill (Broadway Bill) de Frank Capra : Margaret
- 1934 : Le Calvaire de Flora Winters (The Life of Vergie Winters) d'Alfred Santell
- 1934 : Le capitaine déteste la mer (The Captain Hates the Sea) de Lewis Milestone : Janet Grayson
- 1935 : Mondes privés (Private Worlds) de Gregory La Cava : Claire Monet
- 1935 : King of the Damned de Walter Forde : Anna Fernandez
- 1935 : Soir de noces (The Wedding Night), de King Vidor : Dora Barrett
- 1936 : Love in Exile d'Alfred L. Werker : Comtesse Xandra St. Aurion
- 1937 : La Vie, l'Art et l'Amour (Live, Love and Learn) de George Fitzmaurice : Lily Chalmers
- 1939 : L'Autre (In Name Only) de John Cromwell : Suzanne Ducross
- 1940 : Torrid Zone de William Keighley
- 1940 : Au-delà de demain (Beyond Tomorrow) de A. Edward Sutherland : Arlene Terry
- 1941 : Rien que la vérité (Nothing But the Truth) de Elliott Nugent : Linda Graham
- 1944 : Les Flirts des Corrigans (Chip Off the Old Block)
- 1944 : La Femme et le Monstre (The Lady and the Monster) de George Sherman : Chloe Donovan
- 1945 : L'introuvable rentre chez lui (The Thin Man Goes Home) de Richard Thorpe : Helena Draque